# Francisco José Debali

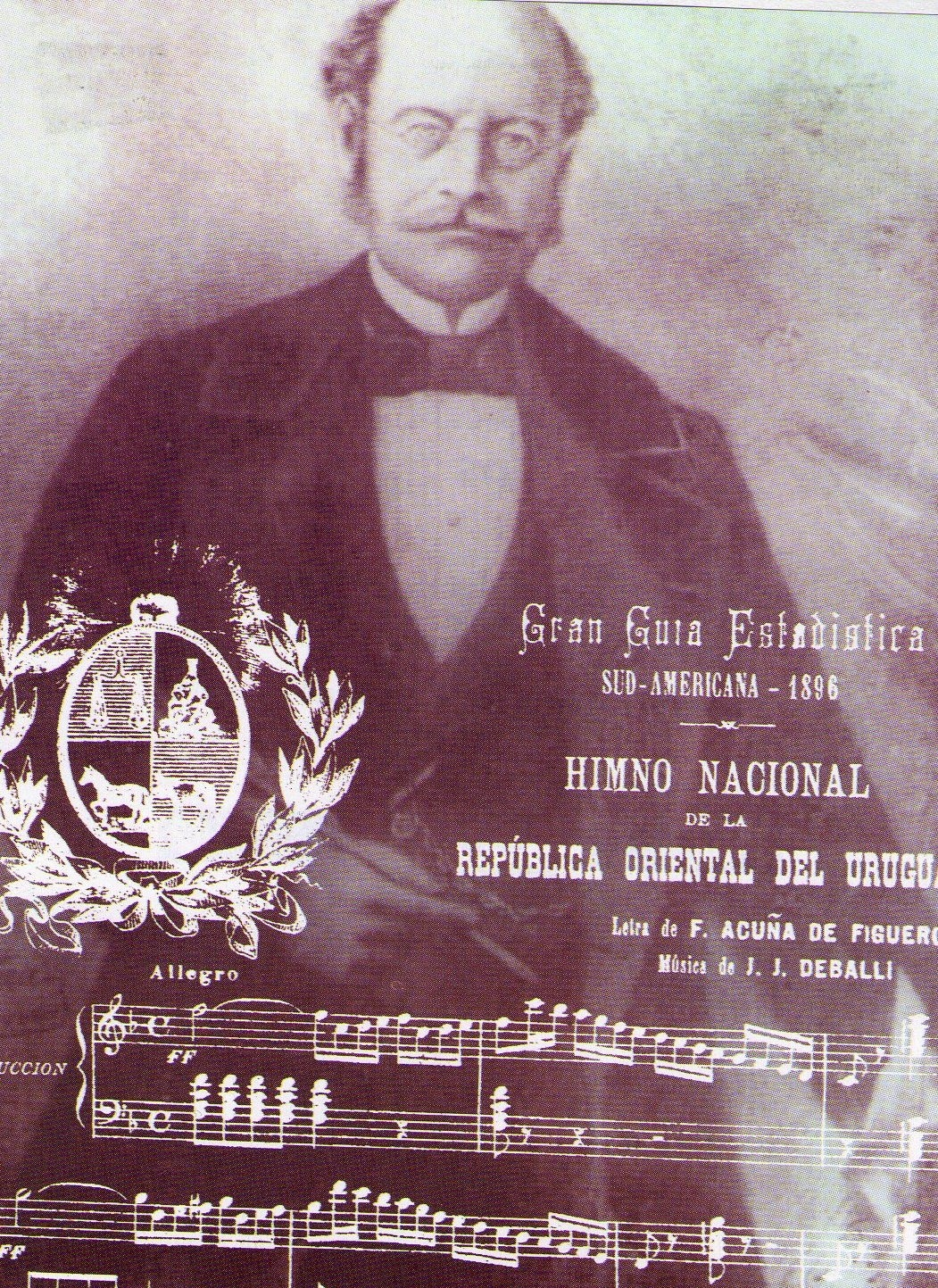
Ferenc József Debály

Francisco José Debali (* 26. Juli 1791 in Kajántó; † 13. Januar 1859 in Montevideo, Uruguay) war ein ungarischer Komponist, der die uruguayische Nationalhymne komponierte.

## Leben
Debály war ein Schüler von Joseph Haydn. Er trat die Nachfolge seines Vaters als Militärmusiker an und diente bis 1820 als Musiker in der österreichischen Armee. Anschließend studierte er in Leipzig und Wien.
Der Oboe beherrschende Musiker ging 1829 nach Alessandria im damaligen Königreich Sardinien, wo er eine musikalische Karriere verfolgte. Er erhielt den Titel des Meisters der Militärkapellen von Piemont. Nach einem kurzen Aufenthalt im brasilianischen São Paulo ging Debali 1838 mit seiner italienischen Ehefrau nach Uruguay. Dort war er von 1841 bis 1848 Dirigent am Theater Sala de Comedias in Montevideo. 
Er komponierte die Melodie der uruguayischen Nationalhymne. Die Urheberschaft wurde ursprünglich per Dekret Fernando Quijano zugeschrieben.